# Le Poizat-Lalleyriat
Le Poizet-Lalleyriat is een gemeente in het Franse departement Ain in de regio Auvergne-Rhône-Alpes, die deel uitmaakt van het arrondissement Nantua. De gemeente is op 1 januari 2016 ontstaan door de fusie van de gemeenten Le Poizat en Lalleyriat en heeft de status van commune nouvelle. Le Poizat-Lalleyriat telde op 1 januari 2022 740 inwoners.

## Geografie
De oppervlakte van Le Poizat-Lalleyriat bedroeg op 1 januari 2022 33,15 vierkante kilometer; de bevolkingsdichtheid was toen 22,3 inwoners per km².
De onderstaande kaart toont de ligging van Le Poizat-Lalleyriat met de belangrijkste infrastructuur en aangrenzende gemeenten.

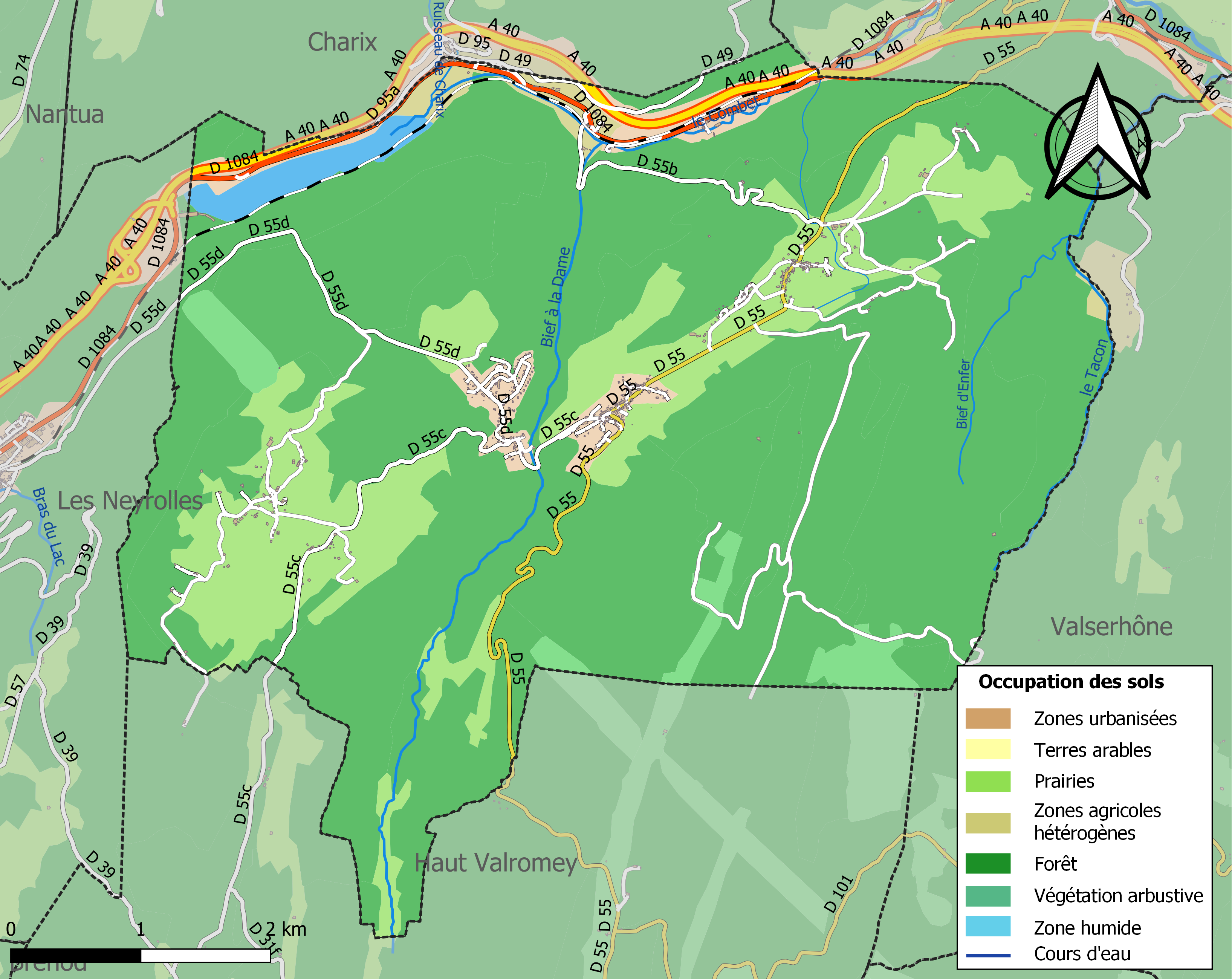